# Paratrigona ornaticeps
Paratrigona ornaticeps là một loài Hymenoptera trong họ Apidae. Loài này được Schwarz mô tả khoa học năm 1938.